# خاویار

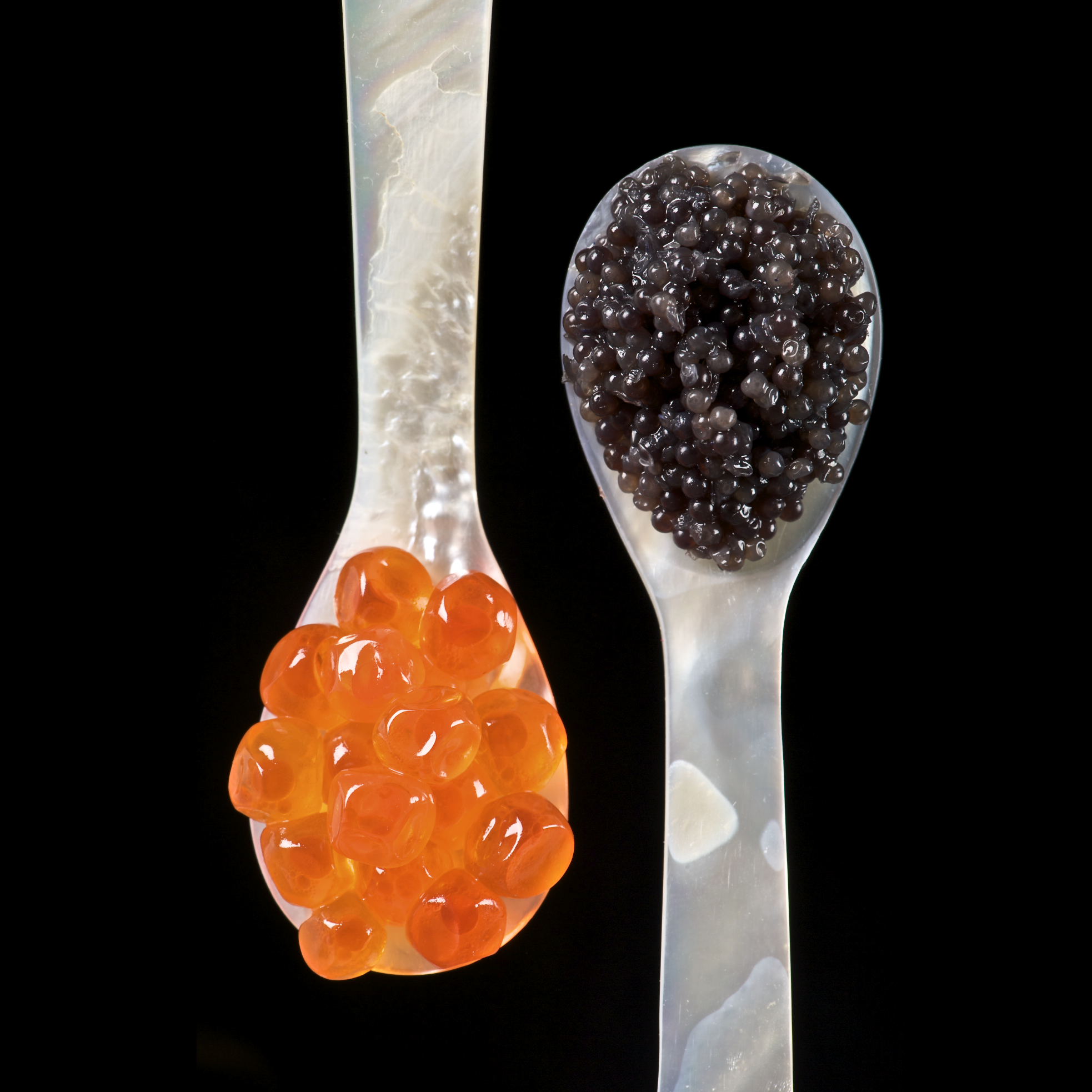
راست: خاویار (تخم ماهیان خاویاری)، چپ: تخم سالمون (ماهی آزاد)

خاویار تخم ماهیان خاویاری و از گران‌ترین خوراکی‌های جهان است. دریای خزر به عنوان بزرگ‌ترین منبع ماهیان خاویاری در جهان، بیش از ۹۰ درصد خاویار جهان را تأمین می‌کند.
فیل‌ماهی، تاس‌ماهی روسی یا چالباش، تاس‌ماهی ایرانی یا قره‌برون، ماهی شیپ و ماهی اوزون‌برون یا سوروگا، گونه‌های اصلی ماهیان خاویاری دریای خزر هستند. خاویار می‌تواند به‌صورت خام و تازه یا پاستوریزه شده عرضه شود که ارزش غذایی و ارزش اقتصادی آن پس از پاستوریزه کردن، کاهش می‌یابد.

## ریشه‌شناسی
لغت خاویار که در بیشتر زبانهای اروپایی - باستثنای روسی یکی است ، ظاهراً باید از ریشه ترکی یا تاتاری گرفته شده باشد ( گرچه ترکها امروز آن را خاویاه می نامند که محتملاً از واژه کاویالا ایتالیائی مشتق شده است )
ریشه واژه خاویار درست مانند خاستگاه خود خاویار نیز ناشناخته است، واژه نامه انگلیسی آکسفورد بدون اینکه مدارک معتبری درباره خاستگاه واژه خاویار داشته باشد، پیشنهاد می دهد که این واژه در حدود اواخر قرن شانزدهم از واژه ی caviale ایتالیایی و یا از khavyar ترکی گرفته شده است. این واژه قبل از اینکه در انگلیسی به صورت caviar دربیاید تلفظ ها و هجاهای متفاوتی به خود گرفته است. حتی تا چند وقت پیش هم این واژه معمولا” به e ختم می شد و با کلمه prepare هم وزن بود.
واژه نامه آکسفورد به عنوان مرجعی ارزشمند برای ریشه واژگان انگلیسی در نظر گرفته می شود، اما عدم قطعیت واژه خاویار، یکی از زبان شناسان یونانی قرن بیستم به نام دیمتریوس جی گئورگاکاس را به کنجکاوی واداشت. او در دهه ۱۹۷۰ روی یک واژه‌نامه ی انگلیسی- یونانی کار می کرد و به ویژه به راه و روش تبدیل واژگان از یونانی به انگلیسی علاقمند بود. شم زبانی اش به او می گفت که این واژه از یونانی وارد انگلیسی شده و خاستگاه آن ایتالیایی یا ترکی است.
البته واژه‌نامه ی آکسفورد، با آوردن یک دلیل معترف شده است که واژه ی خاویار شباهتی به واژگان ترکی ندارد. این دلیل نشان می دهد که ترک ها این اصطلاح را از کسان دیگری وام گرفته اند. گئورگاکاس نیز دریافت که مشکل است ایتالیایی ها این واژه را ابداع کرده باشند. چرا که خاویار هرگز یک غذای محلی در ایتالیا نبوده، بلکه به این کشور وارد شده است. از سویی دیگر، یونانی ها در پرورش تخم ماهی های نمک سود شده دارای سنتی دیرینه هستندکه آن را تاراماس یا بوتارگو می نامیدند. این کار به وسیله ی نمک سود کردن کل محفظه ی تخمدان ماهی که معمولا” یک شاه ماهی یا ماهی تون بزرگ است، صورت می گیرد، اگرچه این کار برای اغلب ماهی های مدیترانه انجام می شود. در حالی که ایتالیایی ها و ترک ها احتمالا” هر از چندگاهی از خوردن خاویار لذت می برند، این غذا در فرهنگ یونان بسیار جا افتاده است. گئورگاکاس بر آن بود تا تحت عنوان یک غرور ملی، اشتباه بودن ادعای واژه نامه آکسفورد را به اثبات برساند.
او دلایل دیگری آورد که حاکی از استفاده یونانی ها از این غذا قرن ها قبل از کشف غذاهای خدایان توسط ایتالیایی ها و ترک ها بود. تمدن یونان باستان بر محور دریا استوار بود. یونانی ها ملوان ها، تاجرها و صیادهای ماهری بودند که از توانایی هایشان برای اشاعه ی فرهنگشان در سراسر دریای مدیترانه استفاده می نمودند. ماهی های نمک سود شده، نقطه ی اتکای غذاهای دریایی وتجارت های بزرگشان بود. به این دلیل که نمک یک نگه دارنده است، امکان فروش ماهی های نمک سود شده به دست یونانیان در سراسر منطقه وجود داشت.
یونانی ها حتی قبل از اینکه سواحل شمالی دریای سیاه را در قرن ششم قبل از میلاد مستعمره خویش کنند، احتمالا” در حوالی مدیترانه با ماهی خاویاری روبرو شده بودند. اینکه آنها از این ماهی با عنوان یکی از ماهی های ناب یاد می کنند، شاید به دلیل قیمت بالای آن بوده است. تصویر ماهی در کنده کاری های معبدی قدیمی در شهر باستانی الاقصر مصر و همچنین در سکه های قدیمی یافت شده در تونس دیده می شود و گواه آن است که استفاده از سکه های ضرب شده به نقش ماهی خاویاری در امتداد سواحل آفریقای شمالی رایج بوده است.

## گونه‌های ماهیان خاویاری
ماهیان خاویاری یا استورژون، از خانواده تاس‌ماهیان، از جمله گونه‌های آب‌زی کم‌نظیری هستند که از قدمتی چند صد میلیون ساله که به عصر ژوراسیک بازمی‌گردد برخوردارند و از این رو ماهیان خاویار را فسیل‌های زنده جهان می‌نامند که همراه با تکامل فیلوژنی تا به امروز بازمانده‌اند. این ماهیان به ۲۷ گونه و زیرگونه در جهان تقسیم می‌شوند که از این تعداد ۶ گونه در دریای خزر زندگی می‌کنند. ارزش ماهیان خاویاری نه به جهت استفاده از گوشت آنان که به واسطه تخم آنان است که به خاویار یا مروارید سیاه مشهور است. خاویار انواع گوناگونی دارد چون خاویار طلایی و سرخ و سیاه که البته در این میان خاویار سیاه از ارزشی قابل توجه برخوردار است.
دریای خزر به تنهایی ۹۳ درصد از ذخیره خاویار و ماهیان خاویاری جهان را در خود جای داده‌است. همچنین ۵ گونه از ماهیان خاویاری ممتاز جهان نیز در این دریا زندگی می‌کنند که به ترتیب کیفیت عبارت‌اند از «فیل‌ماهی»، «قره‌برون یا تاس‌ماهی ایرانی»، «ماهی خاویاری گلد (چالباش) یا تاس‌ماهی روسی»، «ماهی شیپ» و «ماهی اوزون‌برون».
- فیل‌ماهی: بزرگ‌ترین ماهی آب‌های داخلی ایران است که از دیدگاه کیفیت خاویار رتبه اول را به خود اختصاص داده‌است و نمونه‌هایی از آن با وزنی در حدود ۱۴۰۰ کیلوگرم و سنی بیش از ۱۰۰ سال صید شده‌است. هر ۲ یا ۳ سال یک بار تخم‌ریزی می‌کند و بین ۱۴ و ۱۷ سالگی بالغ می‌شود و به واسطه بهترین خاویار، رتبه گران‌ترین ماهی و خاویار جهان را داراست. از قامتی معادل یک و نیم متر تا بیش از چهار متر برخوردار است، رکورد صید آن در ایران ۹۸۰ کیلوگرم به همراه ۱۲۰ کیلوگرم خاویار بوده‌است.
- تاس‌ماهی ایرانی: در حال حاضر گونه‌ای مستقل محسوب می‌شود، اما پیش‌تر آن را زیرگونه‌ای از ماهی روس می‌دانستند. «قره‌برون» به ترکی به معنای «بینی سیاه» است که از رتبه دوم ارزش برخوردار است. در حال حاضر به واسطه تکثیر مصنوعی از دیدگاه تعدد از گونه روس پیشی گرفته‌است. از گونه روسی بزرگ‌تر می‌باشد و کیفیت خاویاری برتر از وی را نیز دارا می‌باشد از نظر ظاهری تا حدی شبیه به هم می‌باشند گرچه رنگی تیره‌تر همراه با رنگ‌دانه‌های سفیدرنگ که تا بینی وی ادامه پیدا کرده وی را از نظر ظاهری از تاس ماهی روس جدا می‌کند. وزنی معادل ۶۰ تا ۱۳۰ کیلوگرم دارد و طولی معادل ۱ متر تا بیش از ۲ متر که در فاصله ۱۲ تا ۱۴ سالگی بالغ می‌گردد.
- تاس‌ماهی روسی: در زمره گونه‌هایی است که در تمام نقاط دریای خزر یافت می‌شود و خاویار آن را نیز به اصطلاح طلایی می‌نامند که از رتبه سوم ارزش برخوردار است و در فاصله ۱۲ تا ۱۶ سالگی به سن تخم‌دهی می‌رسد و بالغ می‌شود. از طولی معادل ۱ تا ۲ متر برخوردار است و وزنی معادل ۶۰ تا ۱۰۰ کیلوگرم دارد.
- شیپ: معمولاً ماهی مهاجری است که به واسطه تخم‌ریزی به سواحل ایران می‌آید و در رودخانه‌های آبریز دریای خزر تخم‌گذاری می‌کند. از عمری معادل ۳۰ سال برخوردار است، سبک‌وزن است و از تعدد کمی هم بهره می‌برد. از دیدگاه ارزش در رتبه چهارم قرار دارد. با طولی بیش از ۱ متر و وزنی سبک، در فاصله ده سالگی تا ۱۴ سالگی بالغ می‌گردد و به سن تخم‌دهی می‌رسد.
- ماهی اوزون‌برون (دراکول): کوچک‌ترین ماهی خاویار دریای خزر است که در ایران به اشتباه کلیه ماهیان خاویاری را به نام آن می‌نامند. از دیدگاه کیفی در رتبه آخر قرار دارد چرا که از خاویار ریزتر و ارزان‌تری بهره می‌برد. از نظر تکثیر مصنوعی با مشکلاتی مواجه‌است و تعداد آن نیز در شرایط طبیعی رو به کاهش می‌رود. در ترجمه نام وی بینی‌دراز است. در فاصله ۸ تا ۱۲ سالگی بالغ می‌شود. قامتی معادل ۱ تا ۱٫۵ متر و در مقایسه با دیگر ماهیان این خانواده در دریای مازندران وزن سبک‌تری دارد.

## صید و بهره‌برداری
برای استحصال خاویار از یک ماهی به زمانی معادل ۱۲ تا ۱۵ و گاه ۱۶ سال نیاز هست. سابق بر این ماهیان خاویاری را با چکشی لاستیکی بیهوش می‌کردند تا از ضربات دم وی در امان باشند و سپس نسبت به تخلیه خاویار آن اقدام می‌کردند و گوشت آن را نیز راهی بازار می‌نمودند.
امروزه با استفاده از روش سزارین تخم‌ها را از شکم ماهی خارج می‌کنند و مقداری از آن را برای بارآوری مجدد، در شکم ماهی باقی می‌گذارند، سپس ماهی را به مدت ۳ ماه در استخرهای مخصوصی، قرنطینه نگاه می‌دارند و پس از این مدت وی را نشانه‌گذاری کرده و به دریا بازمی‌گردانند. تقریباً تا ۶ بار برای هر ماهی می‌توانند این کار را انجام دهند.

## خواص خاویار

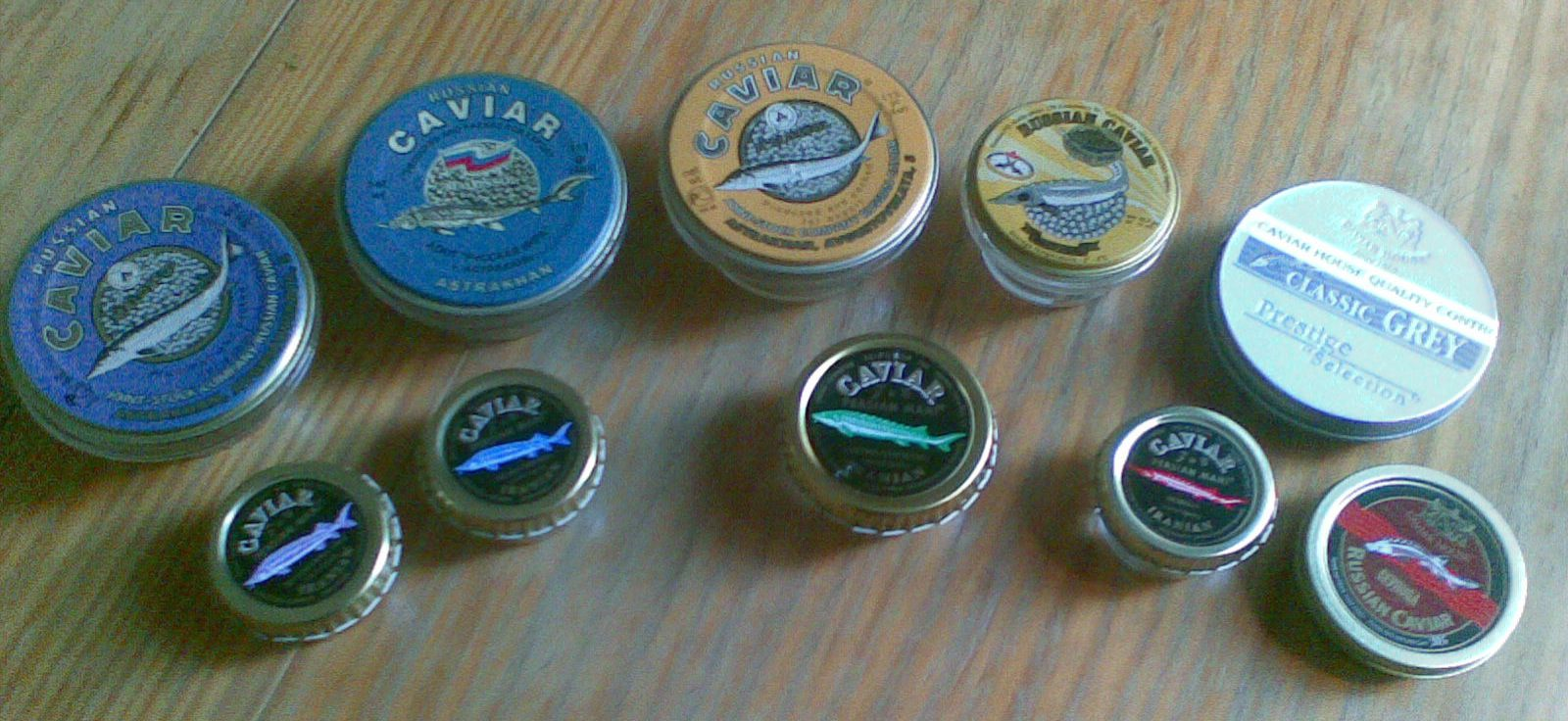
قوطی خاویارهای ایرانی و روسی

خاویار یک ماده غذایی پر انرژی است. به‌طور عمده پروتئین موجود در خاویار متشکل از اسیدهای آمینه آرژینین، ایزولوسین، لیزین و متیونین است. چربی موجود در خاویار نیز به دو دسته عمده تقسیم می‌شود که عبارت‌اند از «۲۵ درصد کلسترول» و «۷۵ درصد لسیتین».
مصرف خاویار از ابتلا به بیماری افسردگی و بیماری‌های قلبی-عروقی پیشگیری می‌کند، چرا که در خاویار غلظت اسیدهای چرب از نوع امگا ۳ بسیار بالاست. خاویار همچنین غنی از ترکیبی به نام "Ctacosand" است که نوعی الکل چرب با زنجیره بلند است و در بدن به اسیدهای چرب تبدیل می‌شود. این اسیدهای چرب به دست آمده در سنتز میلین (پوشش سلول عصبی) نقش به‌سزایی ایفا می‌کند. به همین دلیل مصرف خاویار در سلامت سلول‌های عصبی بسیار مؤثر است.
در کشورهایی که ماهی و خاویار در عادات غذایی مردم جایگاه ویژه‌ای دارد، میزان ابتلا به افسردگی بسیار کمتر از دیگر کشورهاست. وجود اسیدهای چرب «امگا ۳» در خاویار مانع از افزایش کلسترول خون و به دنبال آن باعث پیشگیری از ابتلا به بیماری‌های قلبی عروقی می‌شود. به‌علاوه مصرف خاویار در پیشگیری از ابتلا به بیماری‌های آرتریت روماتوئید (التهاب مفاصل)، بیماری‌های دستگاه گوارش و بعضی از انواع سرطان بسیار مؤثر است. خاویار از نظر عنصر آهن نیز غنی است و به همین دلیل مصرف آن در افراد مبتلا به کم خونی ناشی از فقر آهن نیز توصیه می‌شود.
استفاده از خاویار خصوصاً خاویار ارگانیک که عاری از سموم، مواد شیمیایی و آفت‌کش‌ها باشد، در زنان باردار باعث افزایش رشد مغز، چشم و هوش جنین می‌شود. ضمن اینکه در ورزشکاران موجب افزایش عضلات و بهبود گردش خون در بدن می‌شود.
خاویار به بیماران تحت شیمی‌درمانی توصیه می‌شود چراکه موجب افزایش قوای جسمی می‌شود.

## اطلاعات ذخیره‌سازی و تغذیه
خاویار بسیار فاسد شدنی است و باید تا زمان مصرف در یخچال نگهداری شود.
خاویار پاستوریزه دارای بافت کمی متفاوت است. فساد پذیری آن کمتر است و ممکن است قبل از باز شدن نیازی به تبرید نباشد.
خاویار فشرده از تخم‌های آسیب‌دیده یا شکننده تشکیل شده‌است و می‌تواند ترکیبی از چندین نوع مختلف باشد. خاویار فشرده به‌طور خاص تصفیه، نمک‌زده و فشرده می‌شود.
یک قاشق خاویار نیاز روزانه بزرگسالان به ویتامین ب۱۲ را تأمین می‌کند، همچنین دارای مقدار زیادی کلسترول و نمک است. ۱ قاشق غذاخوری (۱۶ گرم) خاویار حاوی این مواد مغذی است:
انرژی: ۴۴ کیلو کالری
چربی: ۲٫۸۶ گرم
کربوهیدرات: ۰٫۶۴ گرم
فیبر: ۰ گرم
پروتئین: ۳٫۹۴ گرم
سدیم: ۲۴۰ میلی‌گرم
کلسترول: ۹۴ میلی‌گرم
روی: ۱۲٫۱۸ میلی‌گرم

## نحوه مصرف خاویار
خاویار را بیشتر صبح‌ها و ابتدای وعده غذایی میل می‌کنند. یکی از معمولی‌ترین روش‌های مصرف خاویار، مقداری خاویار را روی نان تست که روی آن با کره پوشانده شده باشد، قرار داده و مصرف می‌شود. هنگامی که بسته خاویار باز شود، حتماً قبل از ۵ روز باید مصرف شود و بعد از آن طعم خاویار تغییر می‌کند. بعضی‌ها معتقد هستند، مصرف خاویار با قاشق استیل (فلزی) و در ظرف فلزی، باعث تغییر طعم و پایین آمدن کیفیت آن می‌شود. بر این اساس، خاویار معمولاً با قاشق‌های سرامیکی و صدفی مصرف می‌شود. همراه با مصرف خاویار از سبزی‌جات معطر، شیرینی و نان استفاده می‌شود. برای مصرف خاویار نباید عجله نمود و باید ذره ذره میل شود.

## خاویار در ایران
در ایران کرانه‌های غربی دریای گیلان به ویژه سواحل بندر انزلی (از غازیان تا کپورچال) مهم‌ترین محل صید ماهیان خاویاری است که به تنهایی نیمی از خاویار ایران در آنجا استحصال می‌شود. در حال حاضر، بیش از ۹۰ مزرعه پرورش ماهیان خاویاری در کشور وجود دارد که حدود ۵۰ درصد آن‌ها در استان‌های مازندران، گیلان (شهرستان تالش با تولید سالانه دوهزار و ۵۰۰ کیلوگرم خاویار پرورشی رتبه نخست تولید خاویار در گیلان را دارد) و گلستان قرار دارند و مابقی نیز در بقیه استان‌ها مانند هرمزگان، فارس، قم، خوزستان و… پراکنده شده‌اند.
دریای گیلان
۹۳ درصد از ذخایر ماهیان خاویاری جهان در دریای خزر موجود است و مدیریت حفظ و تکثیر و رهاسازی ماهیان خاویاری دریای خزر نیز با ایران است. ایران سالانه در حدود ۲۰ تا ۲۲ میلیون بچه‌ماهی خاویاری از گونه قره‌برون را در دریا رها می‌سازد. علاوه بر این‌ها ایران یکی از بزرگ‌ترین تولیدکننده‌های خاویار در جهان است.

ماهیگیران خاویار که برای یک شرکت روسی مستقر در بابلسر کار می‌کردند. عکس‌ها را آنه ماری شوارتسباخ در حدود ۱۳۱۲ گرفته.
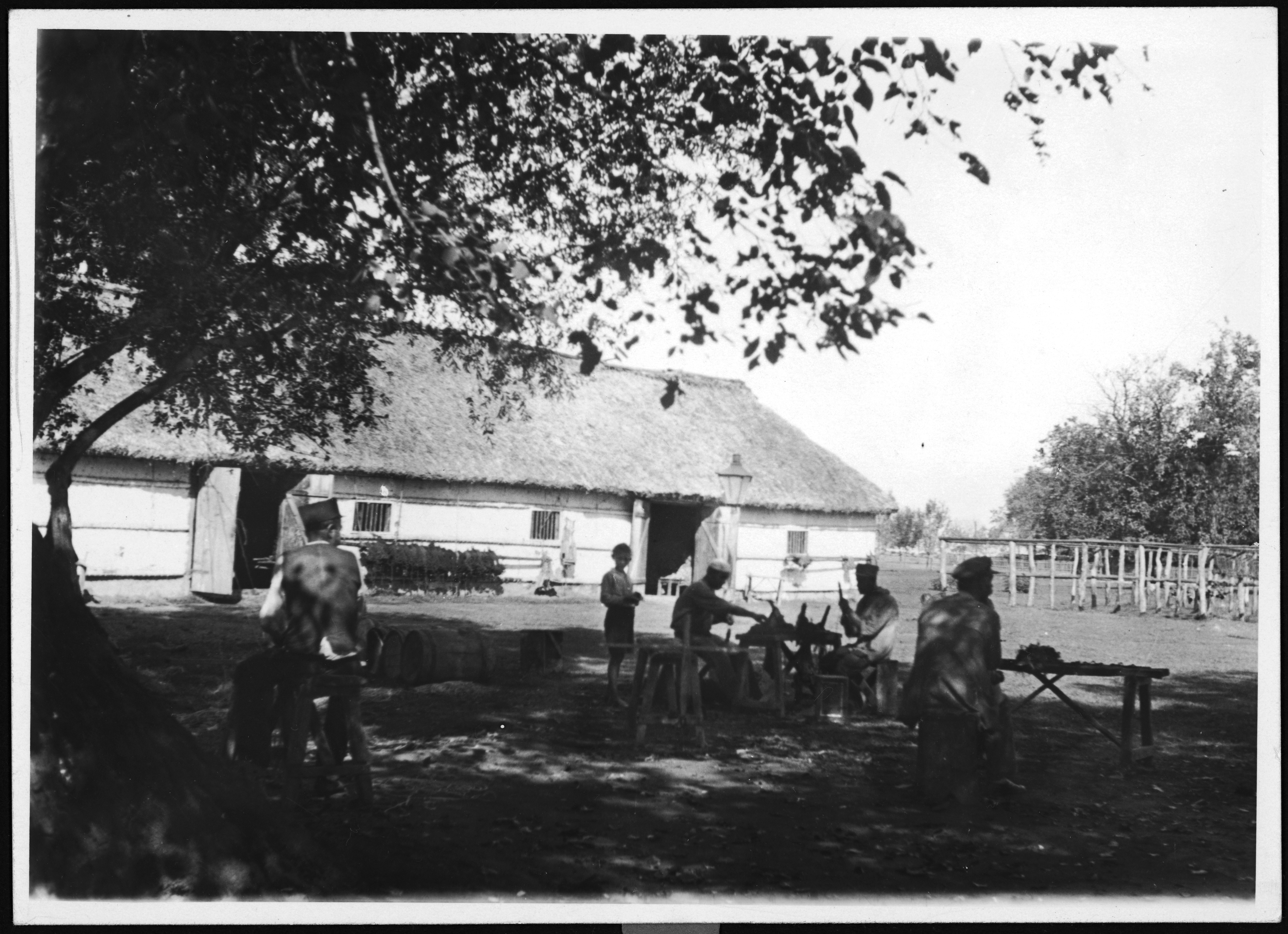
کارگاه
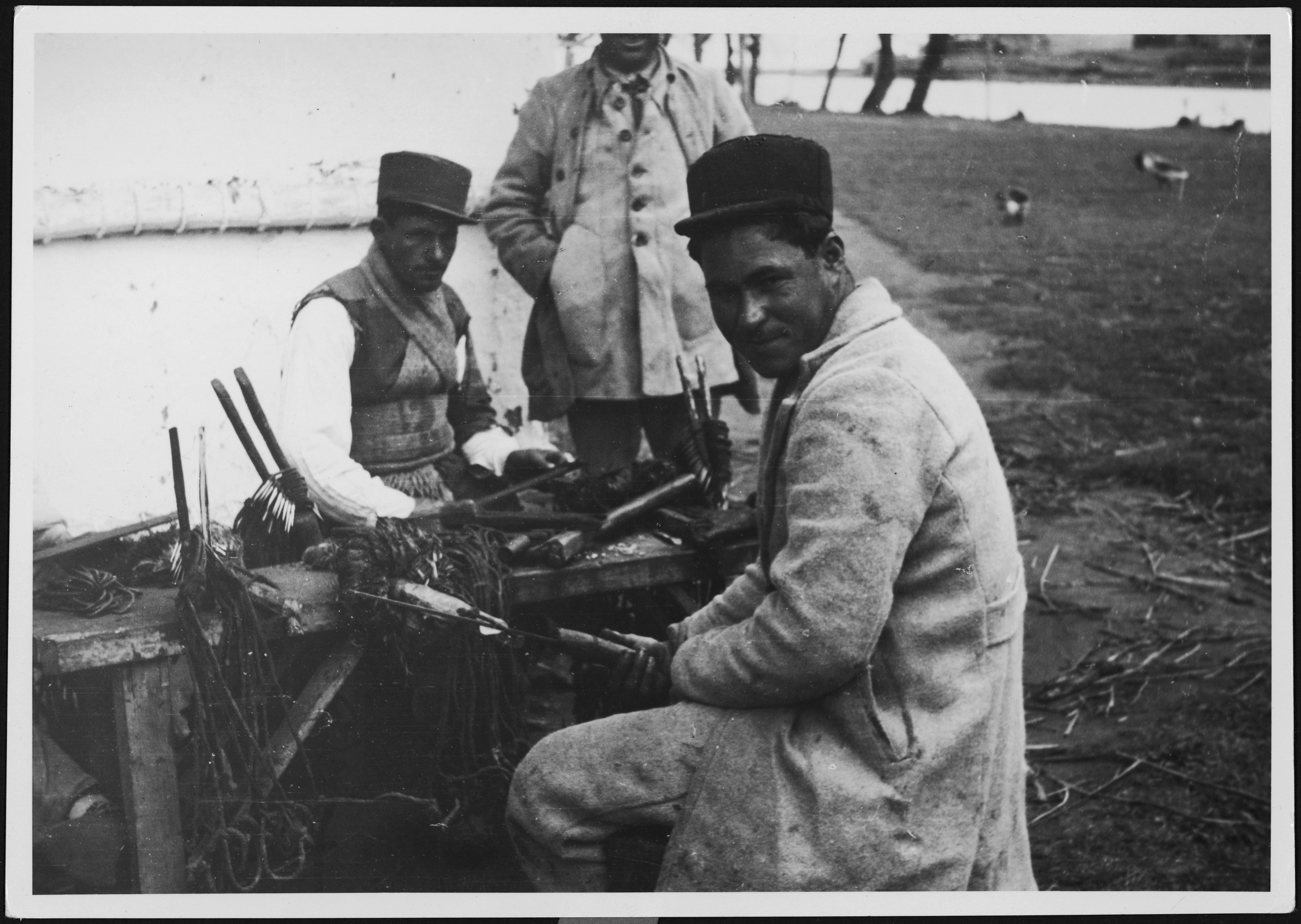
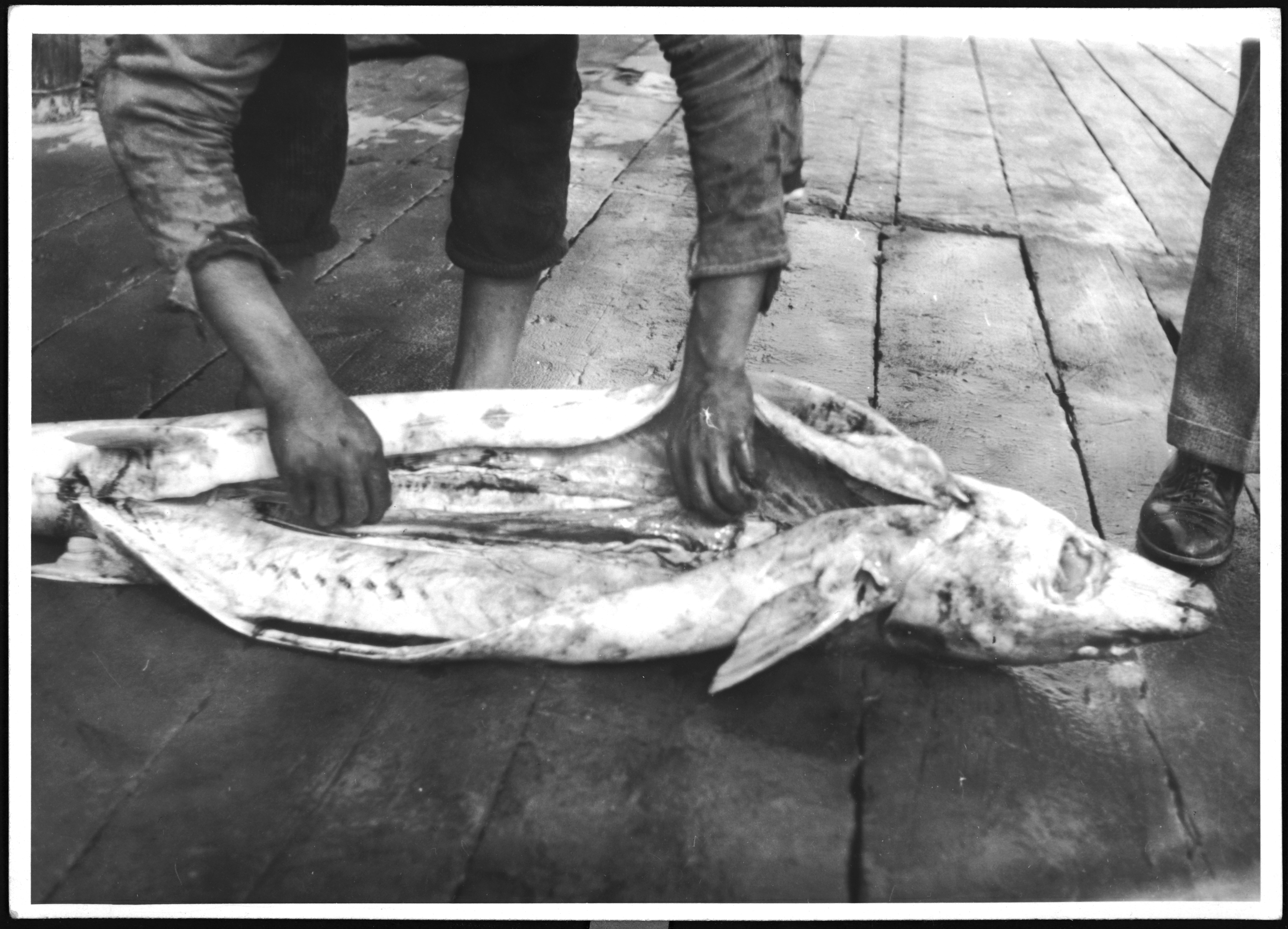
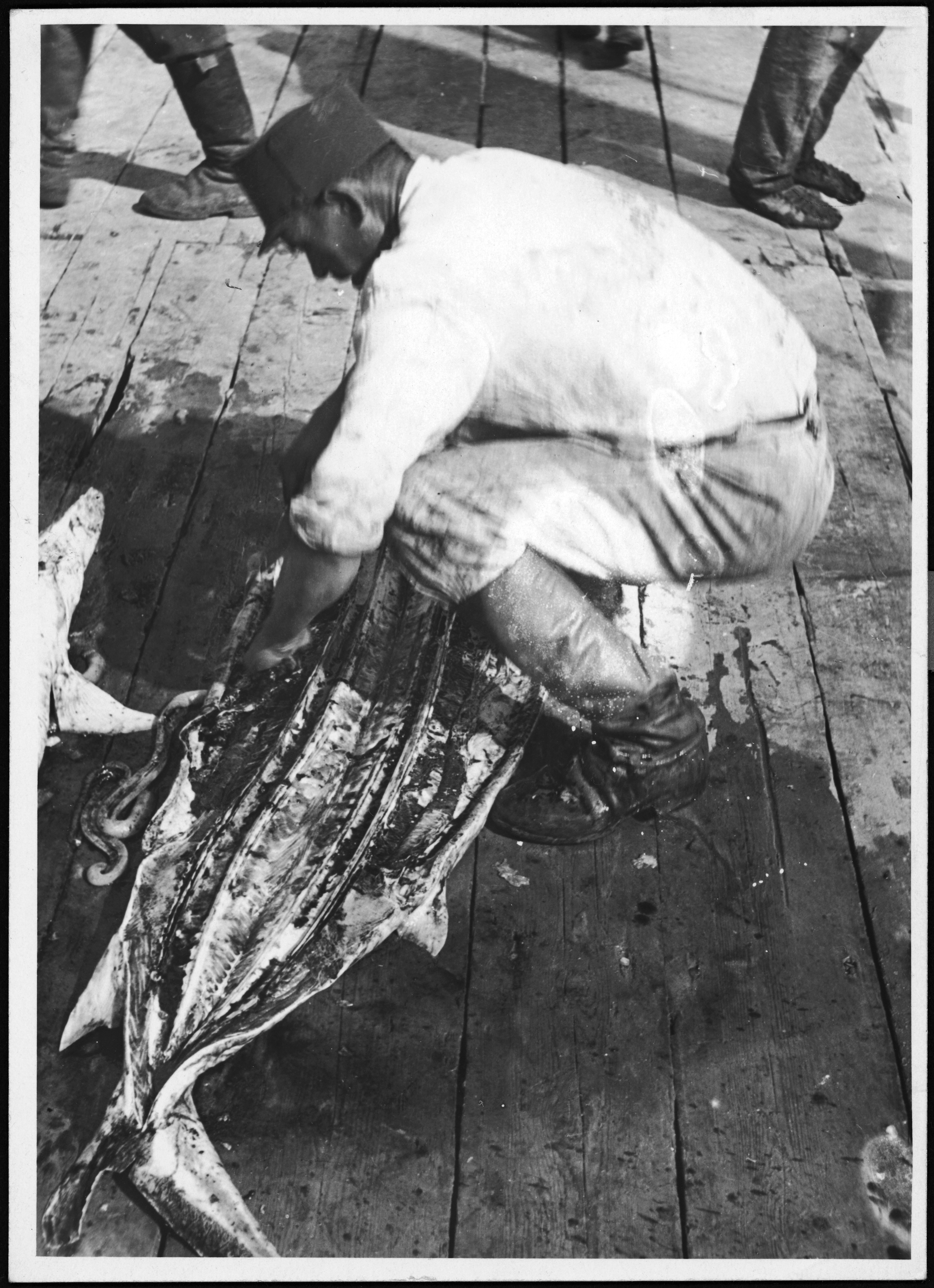
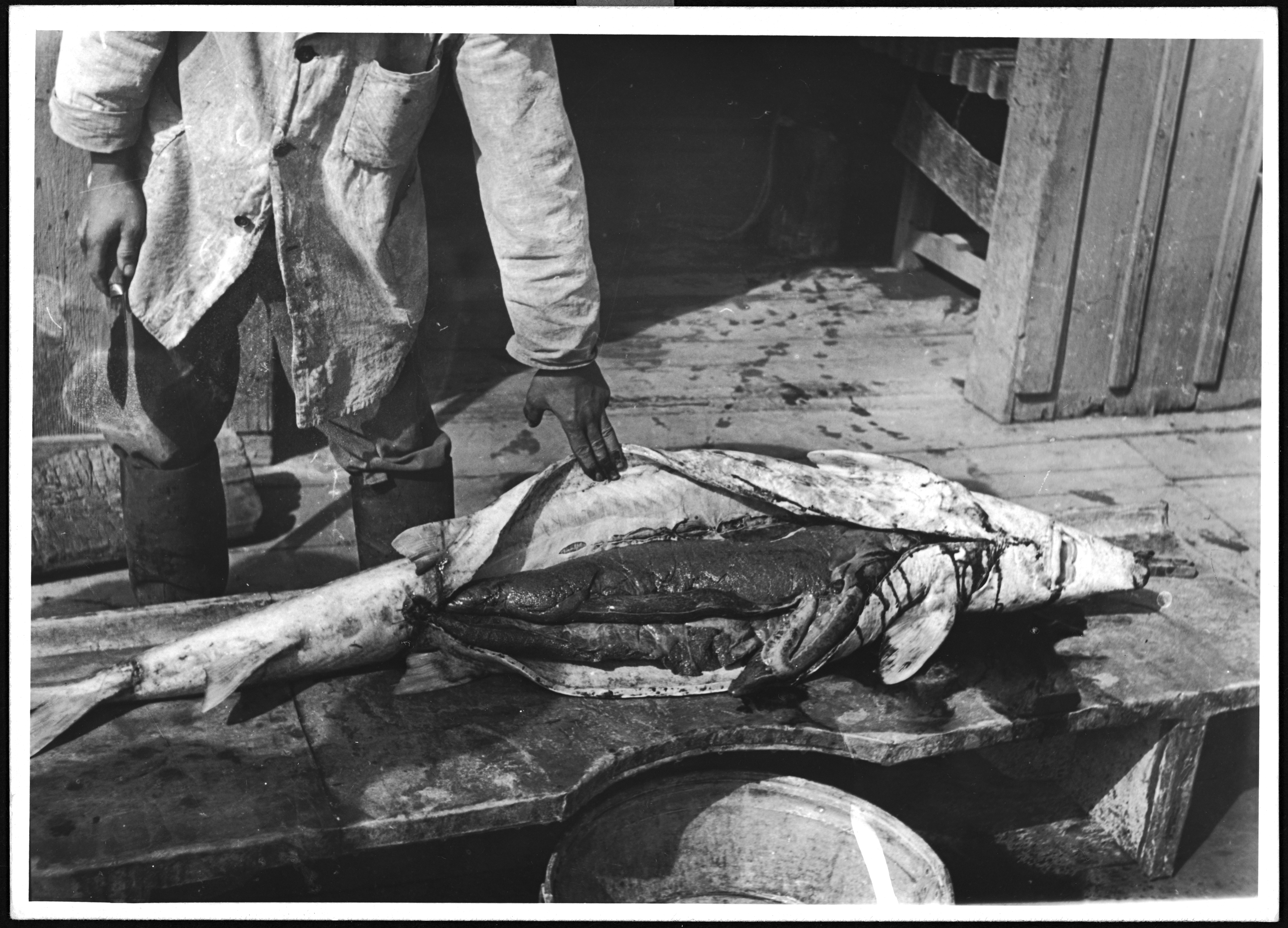
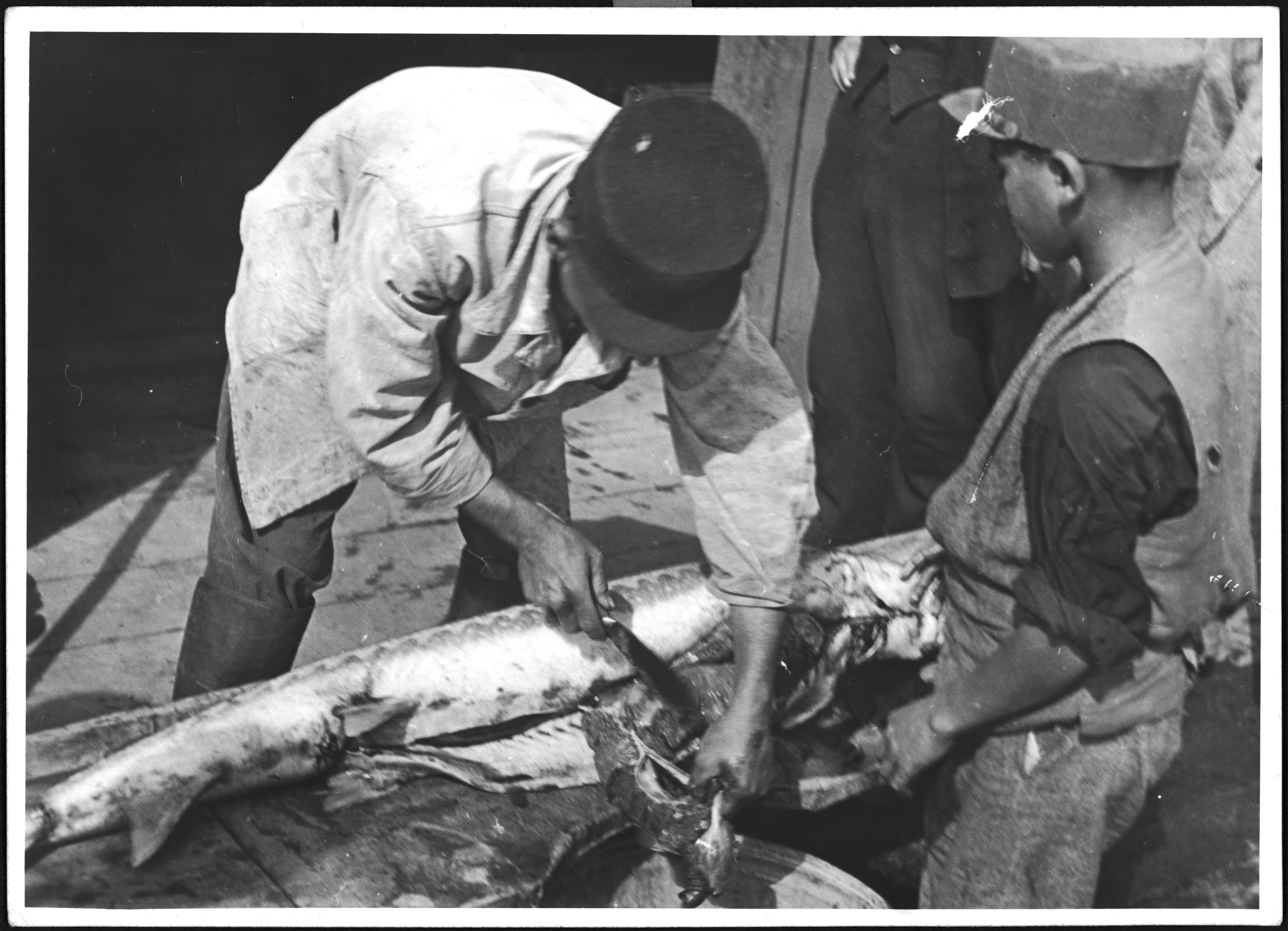
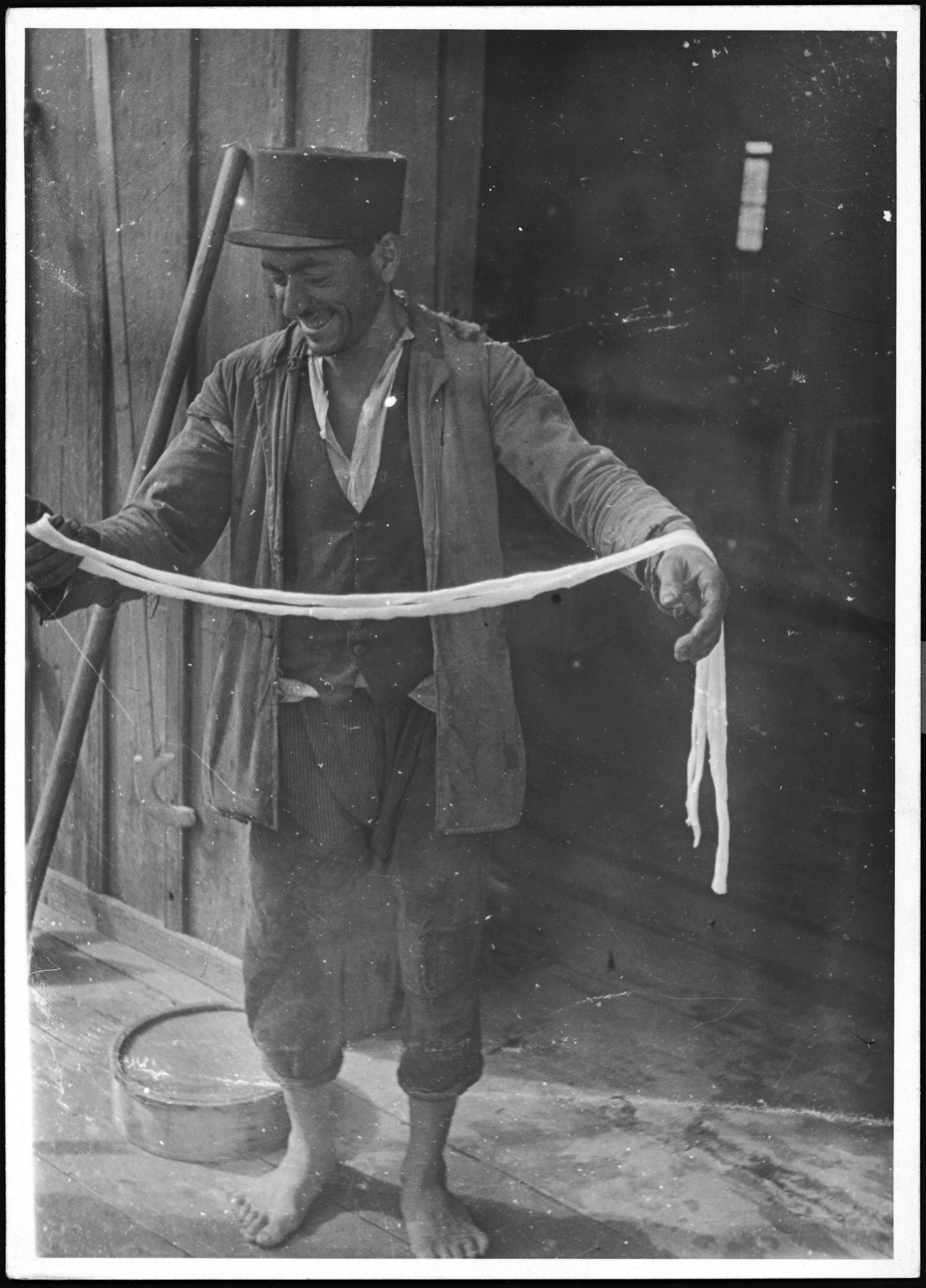